# Arbejdstilladelse
En arbejdstilladelse er en tilladelse der gives til statsborgere der skal arbejde i et fremmed land.
Som nordisk statsborger kan man frit arbejde og bo landene i mellem. Personer fra EU og EØS-landene samt personer med schweizisk pas, har fri indrejse og mulighed for at tage arbejde landene imellem efter EU-reglerne om fri bevægelighed for personer og tjenesteydelser.